# Mérges
Mérges è un comune di 81 abitanti situato nella contea di Győr-Moson-Sopron, nell'Ungheria nordoccidentale.